# Wat Ratchabophit

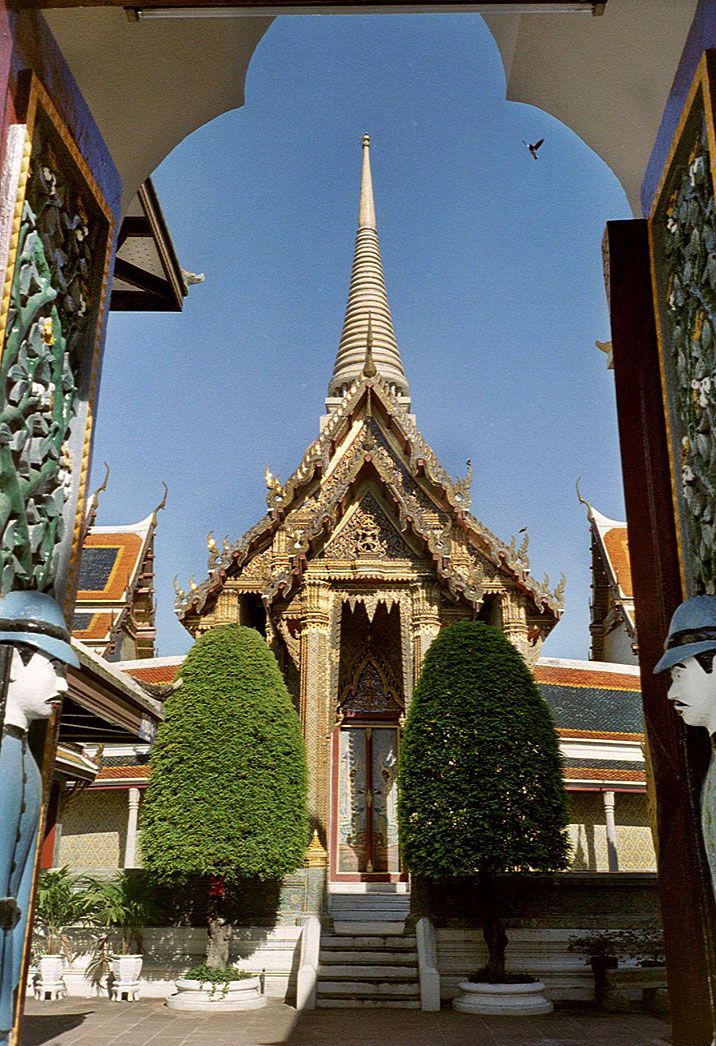
Wat Ratchabophit

Wat Ratchabophit (vollständiger Name Wat Ratchabophit Sathit-Mahasimaram Ratcha Wora Maha Viharn – thailändisch วัดราชบพิธสถิตมหาสีมารามราชวรวิหาร) ist ein buddhistischer Tempel (Wat) im Bezirk Phra Nakhon von Bangkok, der Hauptstadt von Thailand. Wat Ratchabophit ist ein „Königlicher Tempel Erster Klasse“.

## Geschichte
Wat Ratchabophit wurde von König Chulalongkorn (Rama V.) 1869 gebaut, seine Bauzeit betrug etwa 20 Jahre. Anschließend lud der König Mönche des Thammayut-Ordens ein, sich hier niederzulassen. Später wurde Wat Ratchabophit die Residenz des Prinz-Patriarchen Somdet Phrasangkharatchao Krommaluang Chinaworasiriwat (Thai: สมเด็จพระสังฆราชเจ้า กรมหลวง ชินวรสิริวัฒน์), ein Denkmal neben dem Phra Viharn in Form eines Prangs ist ihm gewidmet.

## Aufbau
Der Grundriss des Tempels erinnert an den Phra Pathom Chedi in Nakhon Pathom: ein zentraler Chedi ist von einer Rundgalerie (Phra Rabieng) umgeben. An den vier Himmelsrichtungen ist die Galerie jeweils von einem Gebäude unterbrochen, im Osten und Westen von so genannten Viharn Thit, portalförmigen Durchgängen, die den Eingang zum Inneren der Galerie bilden, im Süden vom „Phra Viharn“ und im Norden vom „Phra Ubosot“. Alle vier Gebäude haben kurze, seitlich von je vier Pfeilern flankierte Vorhallen. Giebelfelder und Fensterumrahmungen sind reich dekoriert, Mauern und Pfeiler sind von oben bis unten mit farbigen Kacheln aus Bencharong-Keramik (auch: „Benjarong“, wörtl.: Fünf Farben – Thai: เบญจรงค์; etwa: Fayence) bedeckt.

## Sehenswürdigkeiten

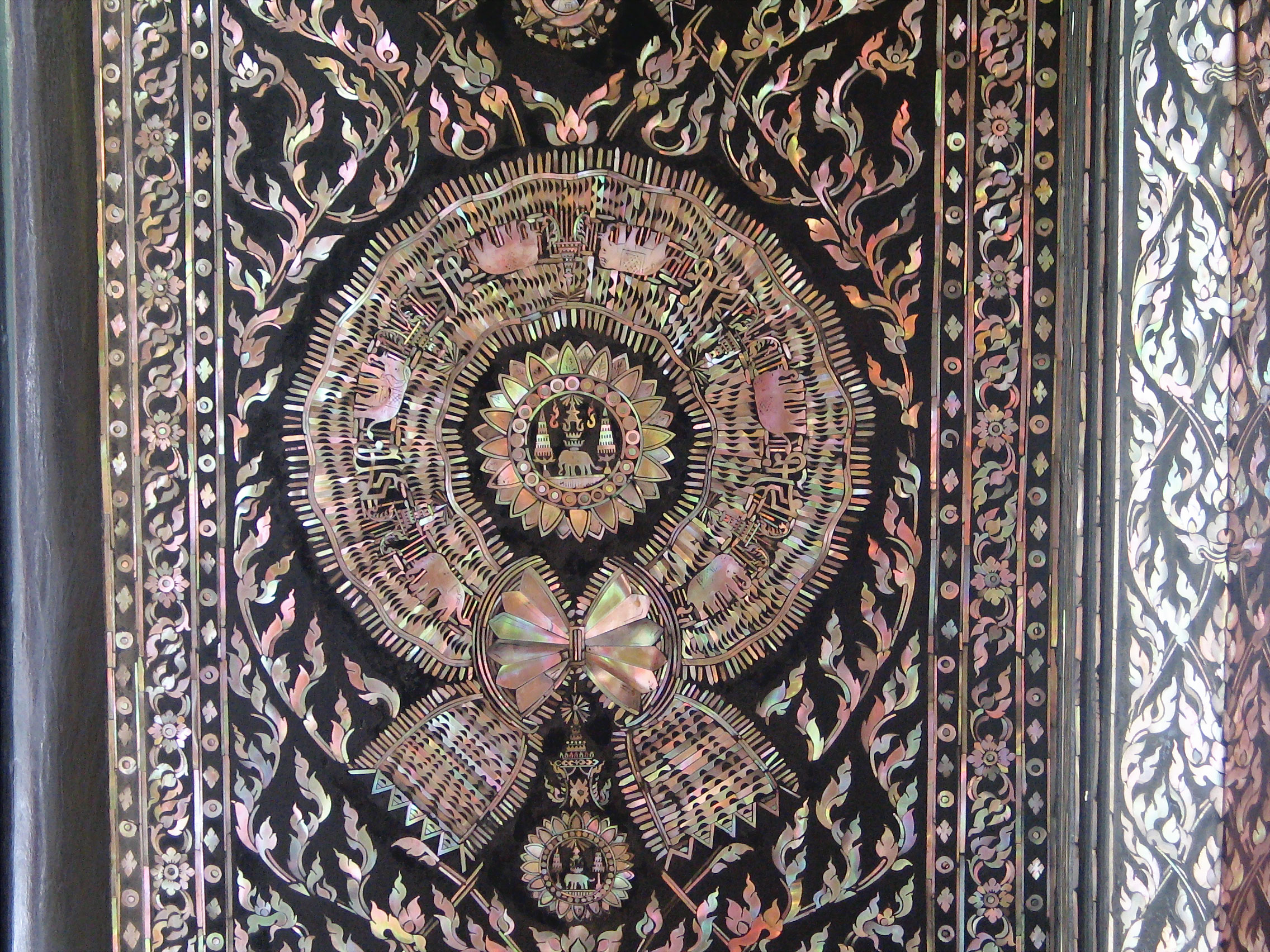
Perlmutt-Einlegearbeit: der „Orden des Weißen Elefanten“

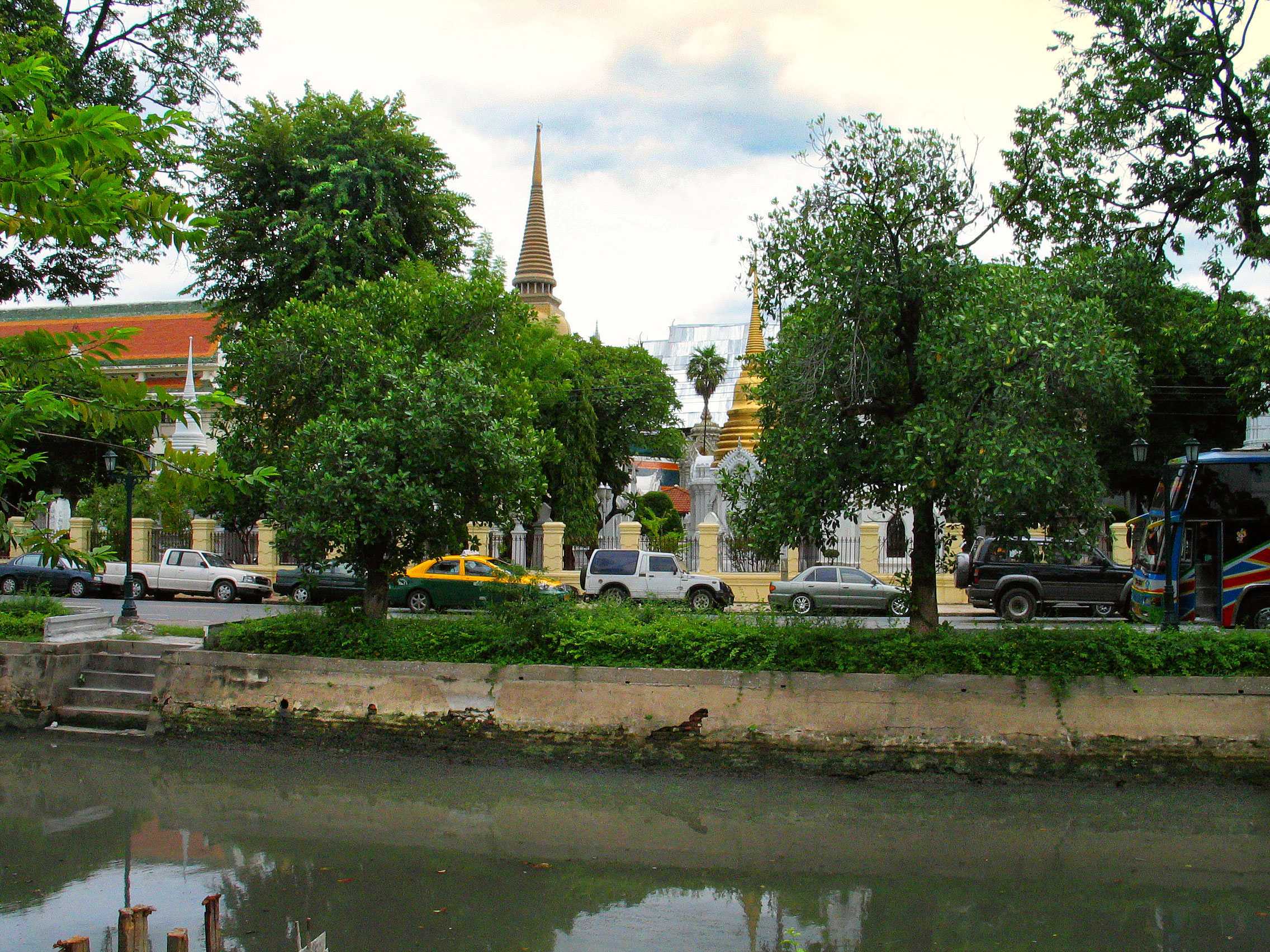
Blick vom Khlong Lod auf den Königlichen Friedhof

- Phra Chedi (Thai: พระเจดีย์) – der glockenförmige Chedi im „Sri-Lanka-Stil“ ist mit orangefarbenen Kacheln bedeckt. Die Spitze bildet eine goldene Kugel, in der sich eine Reliquie des Buddha befinden soll. Im Innern der Chedi steht eine steinerne Buddha-Statue im Lopburi-Stil, die den „Buddha beschützt von einer Naga“ darstellt. Im runden Sockel des Chedi sind 16 Nischen eingelassen mit Buddha-Statuen in verschiedenen Posen.
- Phra Ubosot (Thai: พระอุโบสถ) – im Innern ist der Phra Ubosot in vergoldeter italienischer Gotik gehalten, die Ideen zu dieser Ausgestaltung hat der König von seinen Besuchen in Europa mitgebracht. Die drei Meter hohen Flügel der Eingangstüren sind mit Perlmutt-Einlegearbeiten verziert. Sie stellen die verschiedenen thailändischen Orden und Ehrenzeichen dar, wie den Orden der Krone von Thailand, den Orden des Weißen Elefanten, den Orden von Chula Chom Klao, den Orden des Hauses Chakri und den Orden der Neun Edelsteine.
- Trommelturm (Hor Klong – Thai: หอกลอง) und Glockenturm (Hor Rakhang – Thai: หอระฆัง) – beide liegen westlich und östlich des Phra Viharn symmetrisch angeordnet. Die zweistöckigen Gebäude haben eine kegelförmige Spitze. Sie sind reich verziert mit alter Bencharong-Keramik, Nagas und Erawan-Köpfen.
- Umkleide-Pavillon – im Nordosten des Putthawat (Thai: เขถพุทธาวาส), des „Heiligen Bezirks“, ist ein kleiner Pavillon in die Mauer eingelassen, an dessen Außenseite sich eine „Elefanten-Haltestelle“ befindet. Hier konnte der König bequem von seinem Reitelefanten den Pavillon betreten, in dem er, bevor er den heiligen Bereich betrat, seine Kleider zu wechseln pflegte.
- Im Sanghawat (Thai: เขถสังฆวาส), dem abgetrennten Wohnbereich der Mönche, sind zahlreiche Buddha-Statuen der verschiedensten Stilrichtungen aufgestellt. Im südlichen Bereich befindet sich der Phra Thinang Si Tala Phirom (Thai: พระที่นั่งสีตลาภิรมย์), die Residenz einer Königin, später eines Kronprinzen, danach die Residenz des Obersten Patriarchen.
- Königlicher Friedhof – der westliche Teil des Wat Ratchabophit wird von einem Königlichen Friedhof (Thai: สุสานหลวง) eingenommen. Hier befinden sich zahlreiche, teils fremdartig anmutende Mausoleen in verschiedenen Stilen erbaut: eine christliche Kirche, eine Ansammlung von Chedis, Khmer-Gesichtertürme wie im Angkor Thom. Hier wurden Mitglieder der königlichen Familie beigesetzt, wie zum Beispiel die Prinzessin Galyani Vadhana, aber auch Mitglieder verdienstvoller Familien, wie zum Beispiel der Bunnags. An der Westmauer des Friedhofs fließt der Khlong Lod („Strohhalm-Kanal“) vorbei.

## Abbildungen

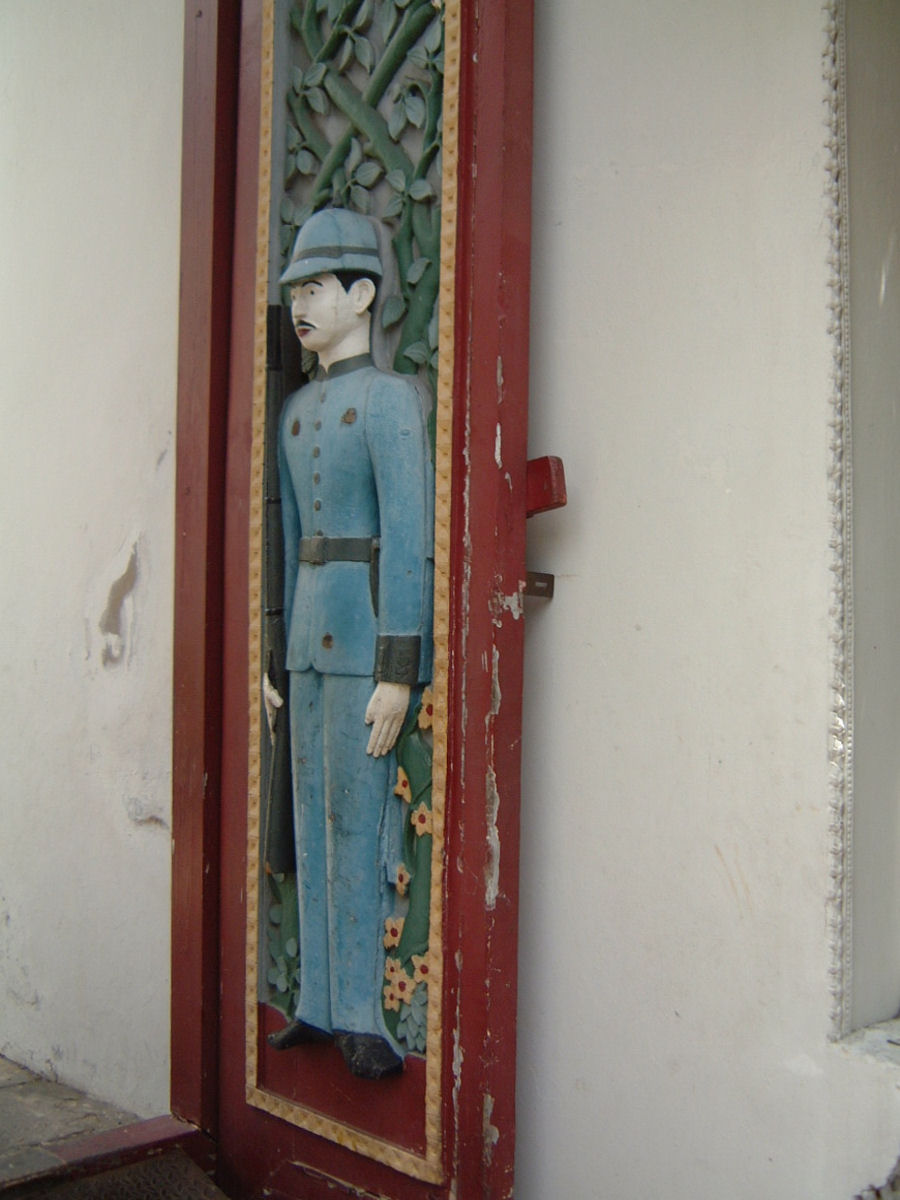
Soldatenfiguren auf den Eingangstüren zum Tempel
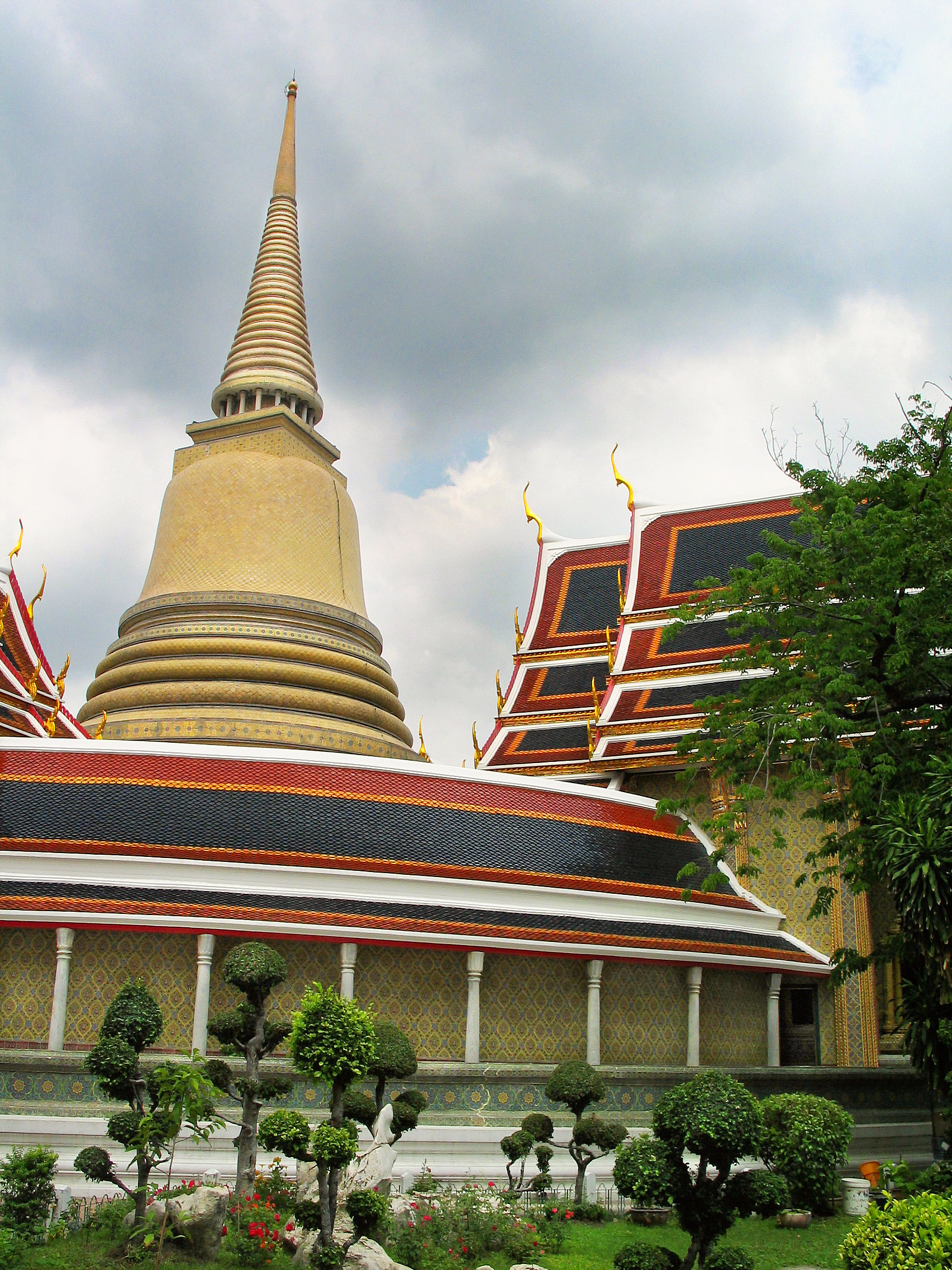
Rundgalerie mit Chedi im Hintergrund, rechts der Phra Ubosot
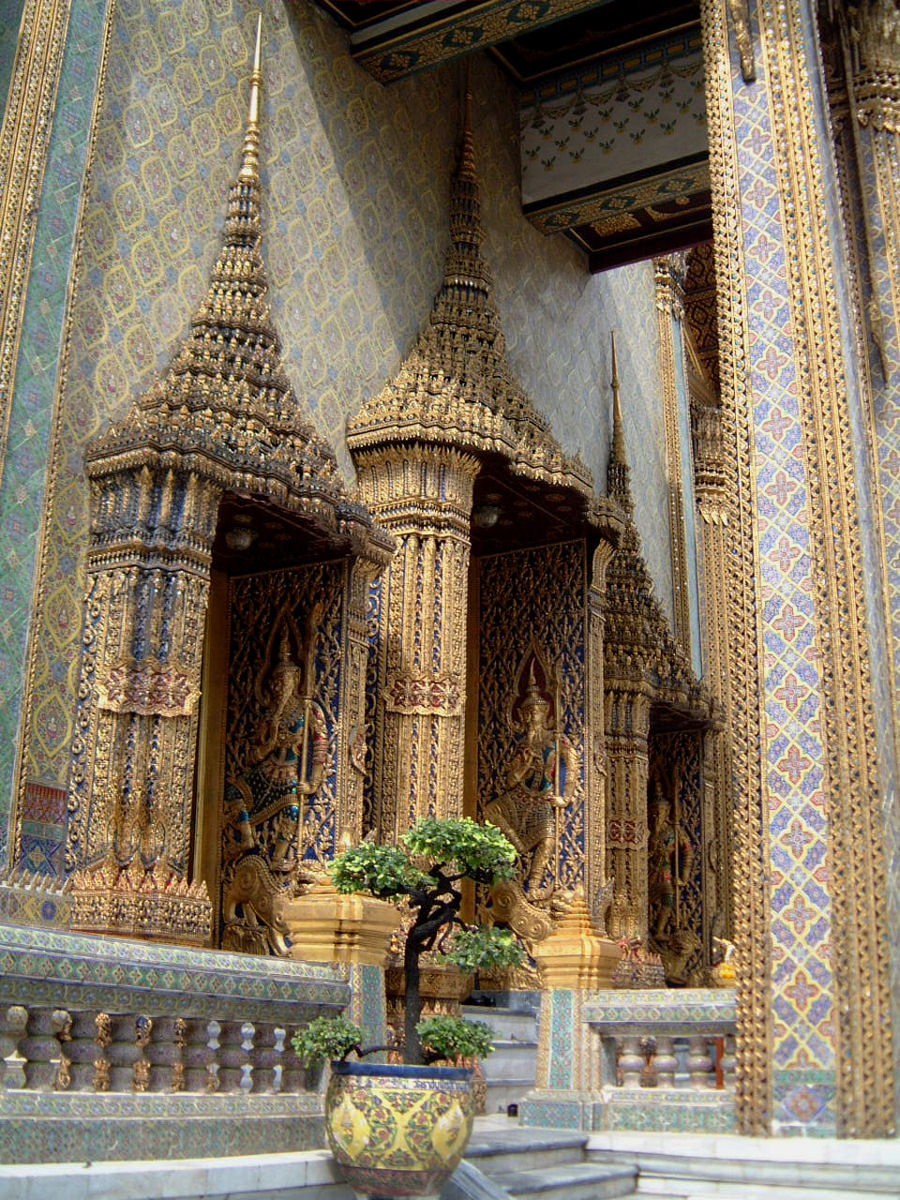
Reich verzierte Fenster und Türen
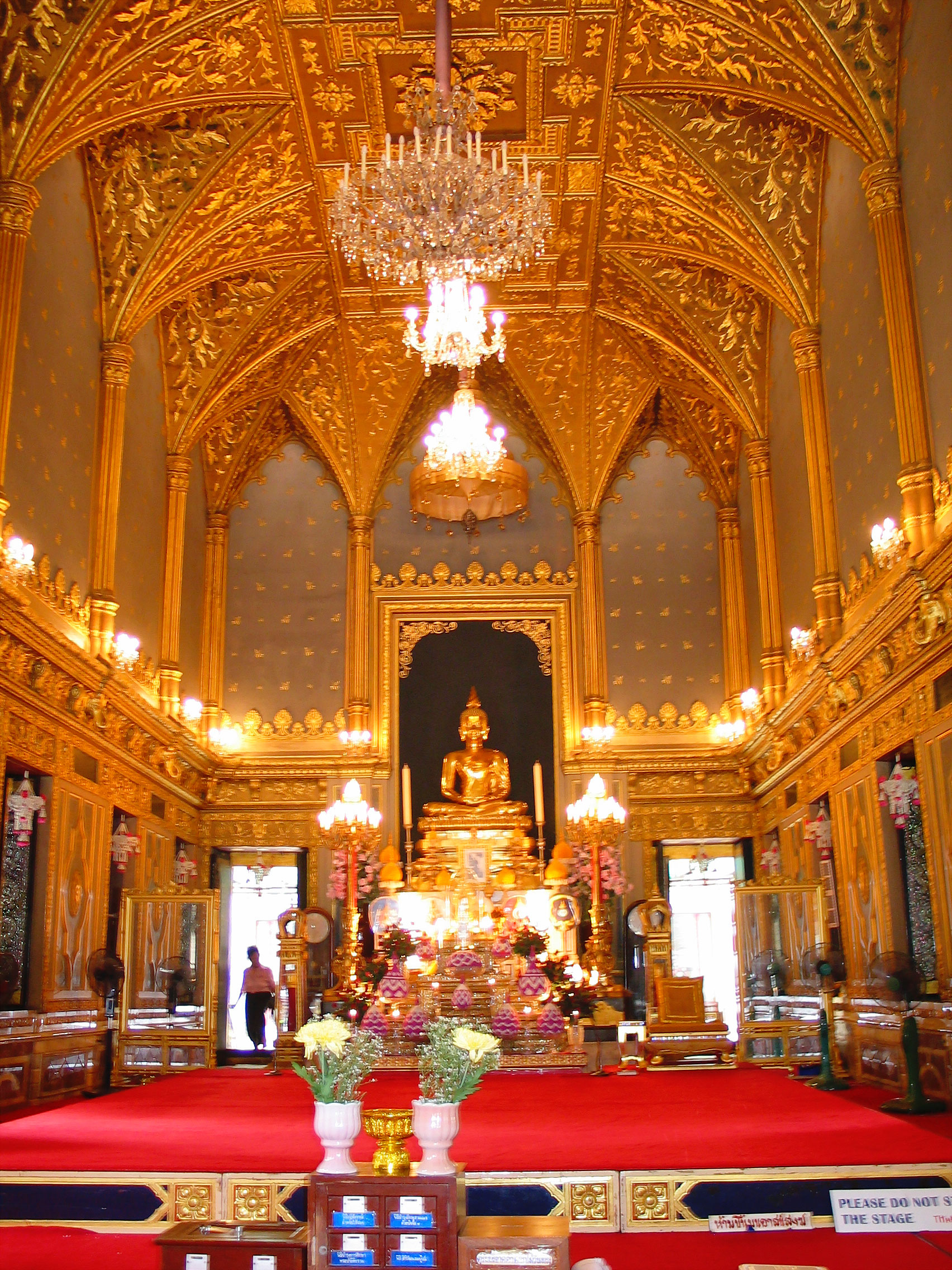
Im Innern des Phra Ubosot
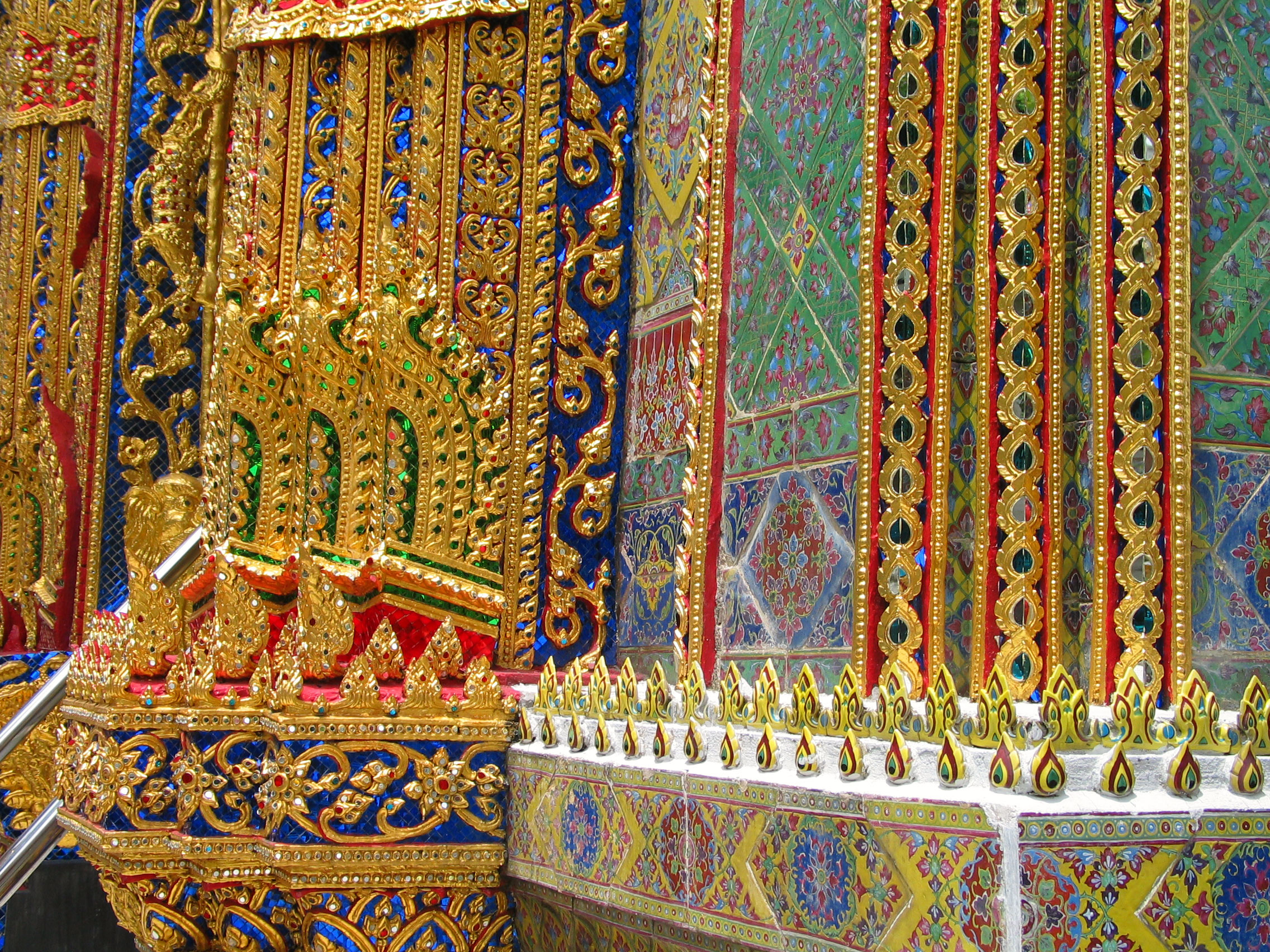
Verzierungen am Phra Viharn
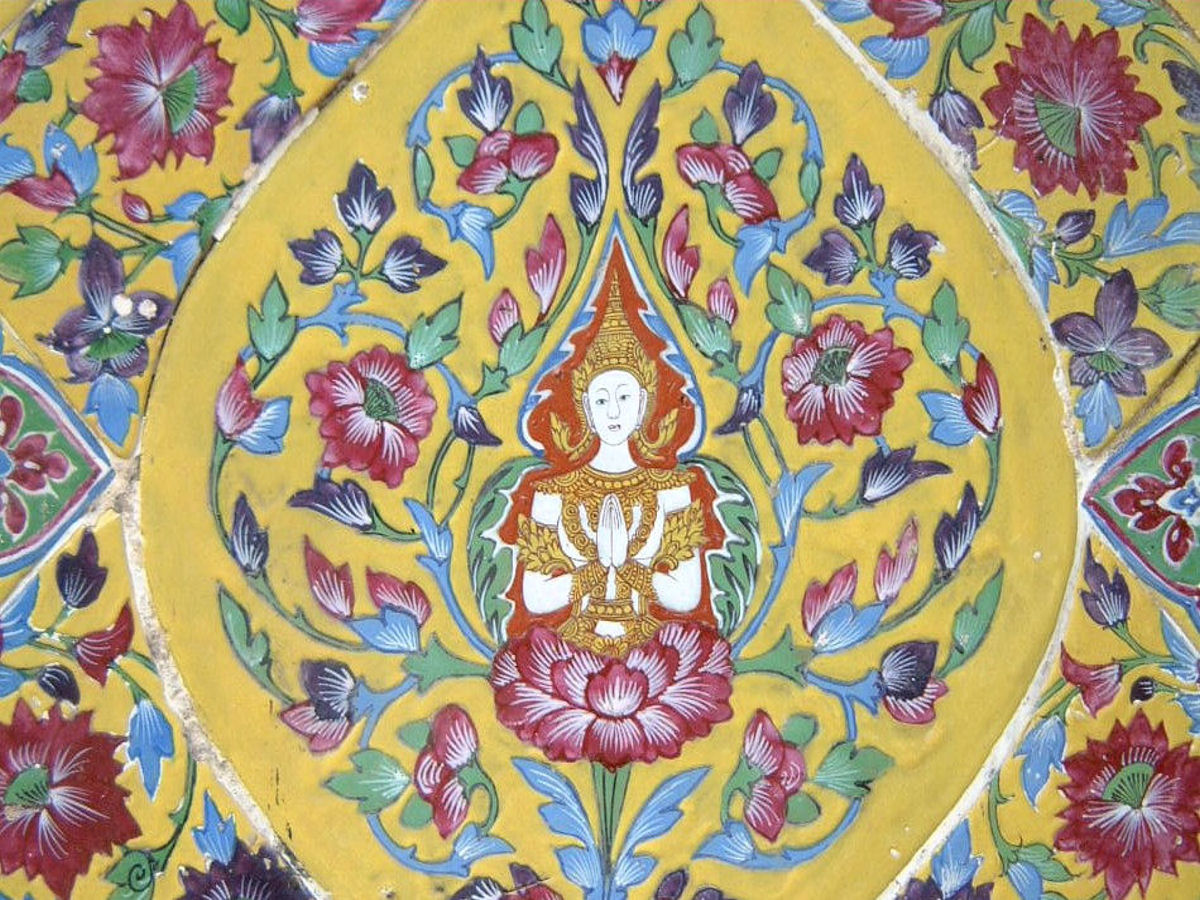
Detail der Kacheln an den Wänden
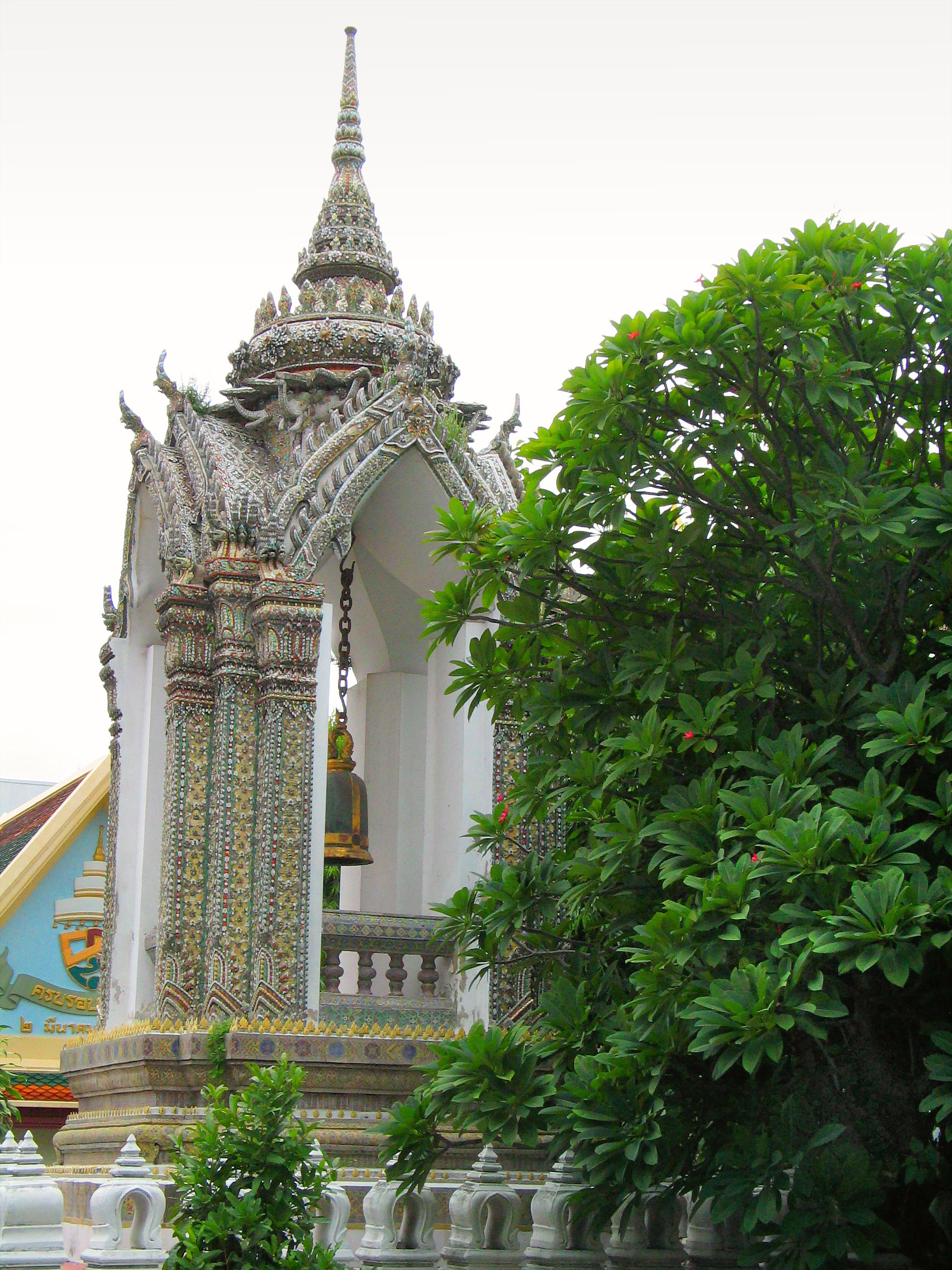
Der Glockenturm
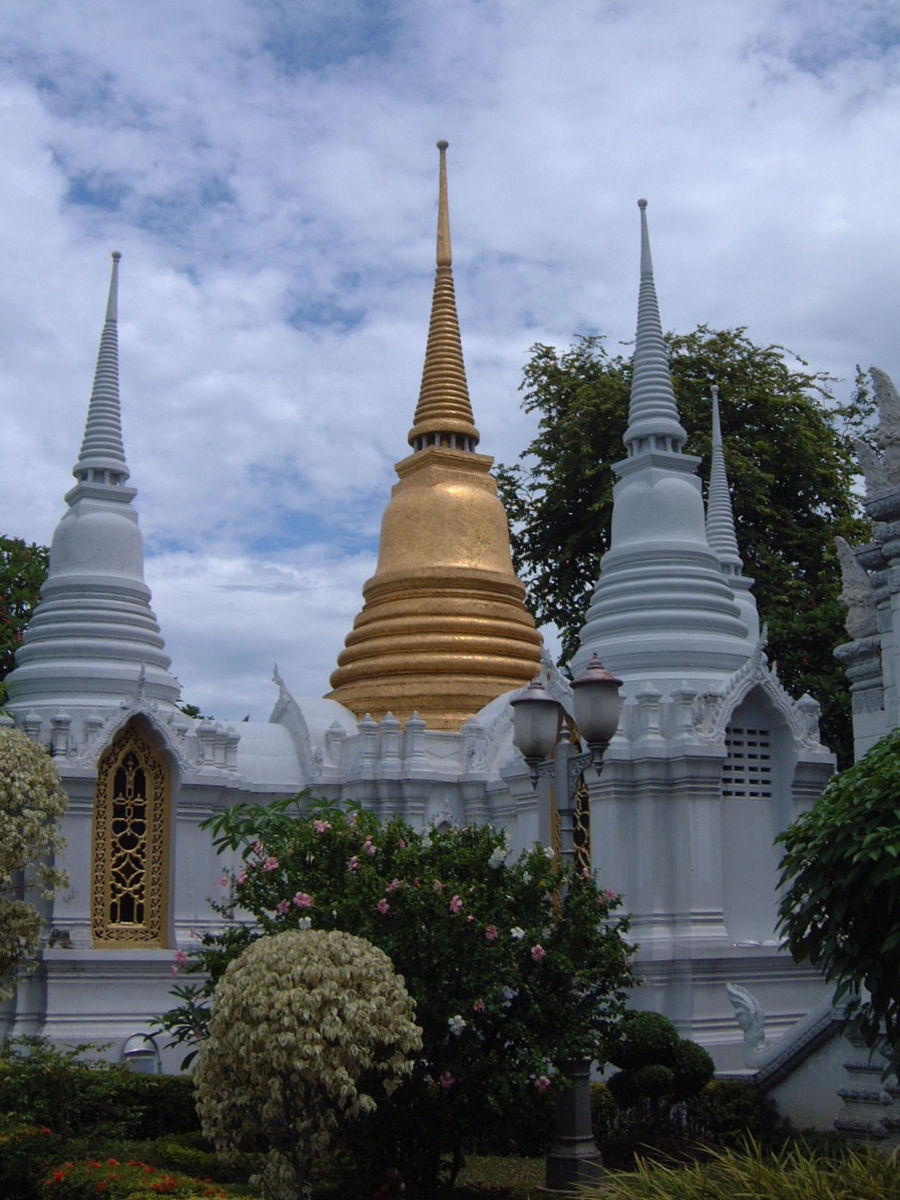
Chedis auf dem Friedhof